# بيتر مكاي (سياسي أسترالي)
بيتر مكاي (بالإنجليزية: Peter McKay)‏ هو سياسي أسترالي، ولد في 29 أكتوبر 1948.